# Georg Schütky
Georg Schütky (* 1987 in Leoben) ist ein österreichischer Regisseur für Musiktheater und Schauspiel. Er lebt in Berlin.

## Leben
Georg Schütky wuchs in Allerheiligen im Mürztal in der Steiermark auf und war für kurze Zeit auch Mitglied der Wiener Sängerknaben. Ab 2008 studierte er an der Hochschule für Musik „Hanns Eisler“ Berlin Musiktheaterregie. Im Jahr 2013 inszenierte er am Staatstheater Mainz das Stück „Ein Herzschlag ist keine Massenbewegung“. Mehrfach führte er Regie an der Staatsoper Berlin.
Neben seiner Arbeit an Theatern und Opernhäusern kreiert Georg Schütky Genregrenzen sprengende Formate und Projekte außerhalb der kulturellen Ballungsräume. Er arbeitet oft auch inklusiv und mit Beteiligung von Laien. Seit 2014 inszeniert und schreibt er an der steirischen Schule BORG Kindberg regelmäßig Musicals mit Jugendlichen und Lehrenden.

## Inszenierungen (Auswahl)
- 2013: Ein Herzschlag ist keine Massenbewegung – Staatstheater Mainz[4]
- 2014: Der Freischütz – Oper Burg Gars[5]
- 2015: Originale – Staatsoper Berlin[6]
- 2018: Der Tag der Deutschen Einheit – Festakt in der Staatsoper Berlin – Live-Übertragung in der ARD[7]
- 2019: Die rote Zora – Next Liberty Theater Graz[8]
- 2019: Mass of Hyphae – Haus der Berliner Festspiele[9]
- 2020: Kymn of Gratidude – Jazzfest Berlin[10]
- 2021: Sehnsucht Lohengrin – Staatsoper Berlin – Kinderopernhaus[11]
- 2021: Die Nacht von Allerheiligen – Dorfoper[12]
- 2022: Bigband Theory – Next Liberty Theater Graz[13]
- 2022: Regina – ein Fest – Steirischer Herbst[14]
- 2023: The Beggars Opera – Oper Graz[15]
- 2024: Zoroastre – Theater Münster[16]
- 2024: Einfach Mozart – Staatsoper Berlin[17]
- 2024: Wie geht’s wie steht’s – Münchener Biennale für neues Musiktheater[18]

## Auszeichnungen
- 2022: Steirischer Landeskulturpreis[19]